# Liste der Naturwaldreservate in Nordrhein-Westfalen
Die Liste der Naturwaldreservate in Nordrhein-Westfalen enthält 75 Naturwaldreservate in Nordrhein-Westfalen. Die Liste enthält die amtlichen Bezeichnungen für Namen, Kennung, Naturraum, Größe und das Jahr der Ausweisung. Die geographischen Lage ist gemittelt und die Angabe des Landkreises/der Stadt bezieht sich auf diese Angabe. Die Reservate können sich jedoch auch über mehrere dieser Gebiete erstrecken.
Seit etwa 40 Jahren (verstärkt seit dem Naturschutzjahr 1970) werden in ganz Deutschland Naturwaldreservate ausgewiesen, um eine Palette an Totalreservaten zu erhalten. Naturwaldreservate sind Wälder, die sich in einem weitgehend naturnahen Zustand befinden. Die natürliche Waldentwicklung läuft hier ungestört ab. Im Lauf der Zeit entstehen dort Urwälder mit starken Bäumen und viel Totholz. In Nordrhein-Westfalen gibt es derzeit 75 solche Naturwaldreservate mit 1669 ha Fläche (Stand Mai 2019).

## Liste
| Name des Gebietes     | Bild           | Kennung | Naturraum                                            | Landkreis / Stadt          | Beschreibung / Bemerkungen | Standort | Fläche in Hektar | Jahr der Verordnung |
| --------------------- | -------------- | ------- | ---------------------------------------------------- | -------------------------- | -------------------------- | -------- | ---------------- | ------------------- |
| Altwald Ville         |                | 05-046  | Kölner Bucht und Niederrheinisches Tiefland          | Rhein-Erft-Kreis           |                            | Position | 20,0             | 1983                |
| Am Karlsbrunn         |                | 05-032  | Unteres Weserbergland und Oberes Weser-Leinebergland | Kreis Höxter               |                            | Position | 28,5             | 1984                |
| Am Rintelner Weg      | weitere Bilder | 05-059  | Unteres Weserbergland und Oberes Weser-Leinebergland | Kreis Lippe                |                            | Position | 16,5             | 1990                |
| Am Sandweg            |                | 05-009  | Kölner Bucht und Niederrheinisches Tiefland          | Köln                       |                            | Position | 18,3             | 1983                |
| Am Weißen Spring      |                | 05-027  | Unteres Weserbergland und Oberes Weser-Leinebergland | Kreis Paderborn            |                            | Position | 15,8             | 1984                |
| Amelsbüren            |                | 05-047  | Westfälische Tieflandsbucht                          | Münster                    |                            | Position | 14,6             | 1984                |
| An der Frauengrube    |                | 05-022  | Sauerland                                            | Hochsauerlandkreis         |                            | Position | 9,5              | 1984                |
| Arsbecker Bruch       |                | 05-067  | Kölner Bucht und Niederrheinisches Tiefland          | Kreis Heinsberg            |                            | Position | 50,1             | 1994                |
| Brachter Wald         |                | 05-063  |                                                      | Kreis Viersen              |                            | Position | 7,7              | 1990                |
| Brandhagen            |                | 05-021  | Sauerland                                            | Hochsauerlandkreis         |                            | Position | 24,2             | 1984                |
| Eichenberg            |                | 05-033  | Unteres Weserbergland und Oberes Weser-Leinebergland | Kreis Höxter               |                            | Position | 9,0              | 1984                |
| Eichenwälder Bruch    |                | 05-051  | Bergisches Land; Sauerland                           | Kreis Siegen-Wittgenstein  |                            | Position | 5,1              | 1984                |
| Geldenberg            |                | 05-014  | Kölner Bucht und Niederrheinisches Tiefland          | Kreis Kleve                |                            | Position | 21,9             | 1982                |
| Grauhain              |                | 05-020  | Bergisches Land, Sauerland                           | Kreis Siegen-Wittgenstein  |                            | Position | 49,8             | 1984                |
| Großer Stein          |                | 05-037  | Bergisches Land, Sauerland                           | Kreis Siegen-Wittgenstein  |                            | Position | 28,5             | 1984                |
| Großer Steinberg      |                | 05-074  |                                                      | Rheinisch-Bergischer Kreis |                            | Position | 45,2             | 2004                |
| Heerener Holz         |                | 05-068  | Westfälische Tieflandsbucht                          | Kreis Unna                 |                            | Position | 31,4             | 1995                |
| Hellberg              |                | 05-031  | Unteres Weserbergland und Oberes Weser-Leinebergland | Kreis Höxter               |                            | Position | 58,3             | 1984                |
| Hellerberg            |                | 05-018  | Bergisches Land, Sauerland                           | Kreis Soest                |                            | Position | 109,8            | 1984                |
| Hengsteysee           |                | 05-064  | Bergisches Land, Sauerland                           | Ennepe-Ruhr-Kreis          |                            | Position | 13,9             | 1991                |
| Herbremen             |                | 05-017  | Bergisches Land, Sauerland                           | Hochsauerlandkreis         |                            | Position | 10,8             | 1984                |
| Hermannsberg          | weitere Bilder | 05-075  |                                                      | Kreis Lippe                |                            | Position | 80,7             | 2005                |
| Hiesfelder Wald       |                | 05-044  | Kölner Bucht und Niederrheinisches Tiefland          | Oberhausen                 |                            | Position | 9,0              | 1982                |
| Hinkesforst           | weitere Bilder | 05-010  | Kölner Bucht und Niederrheinisches Tiefland          | Kreis Mettmann             |                            | Position | 13,6             | 1982                |
| Hochwald I            |                | 05-012  | Kölner Bucht und Niederrheinisches Tiefland          | Kreis Kleve                |                            | Position | 13,7             | 1982                |
| Hochwald II           |                | 05-065  | Kölner Bucht und Niederrheinisches Tiefland          | Kreis Kleve                |                            | Position | 27,7             | 1994                |
| Hohenbach             |                | 05-066  | Eifel und Vennvorland                                | Kreis Euskirchen           |                            | Position | 32,0             | 1994                |
| Holter Wald           |                | 05-071  | Westfälische Tieflandsbucht                          | Kreis Gütersloh            |                            | Position | 15,5             | 1999                |
| Hunau                 |                | 05-041  | Bergisches Land, Sauerland                           | Hochsauerlandkreis         |                            | Position | 11,5             | 1984                |
| Hütterbusch           |                | 05-005  | Eifel und Vennvorland                                | Kreis Euskirchen           |                            | Position | 16,3             | 1983                |
| Im Brand              |                | 05-002  | Eifel und Vennvorland                                | Städteregion Aachen        |                            | Position | 14,6             | 1983                |
| Im Hirschbruch        |                | 05-036  | Bergisches Land, Sauerland                           | Märkischer Kreis           |                            | Position | 6,9              | 1984                |
| Kerpener Bruch        |                | 05-008  | Kölner Bucht und Niederrheinisches Tiefland          | Rhein-Erft-Kreis           |                            | Position | 17,5             | 1965                |
| Kirchheller Heide     |                | 05-055  | Kölner Bucht und Niederrheinisches Tiefland          | Kreis Wesel                |                            | Position | 57,5             | 1984                |
| Kluß                  |                | 05-029  | Unteres Weserbergland und Oberes Weser-Leinebergland | Kreis Paderborn            |                            | Position | 13,2             | 1984                |
| Kohusholz             |                | 05-076  |                                                      | Kreis Unna                 |                            | Position | 42,4             | 2006                |
| Kreitzberg            |                | 05-001  | Eifel und Vennvorland                                | Städteregion Aachen        |                            | Position | 12,0             | 1983                |
| Krummbeck             |                | 05-045  | Kölner Bucht und Niederrheinisches Tiefland          | Kreis Wesel                |                            | Position | 20,4             | 1982                |
| Kurzer Grund          |                | 05-028  | Unteres Weserbergland und Oberes Weser-Leinebergland | Hochsauerlandkreis         |                            | Position | 17,7             | 1970                |
| Laendern              |                | 05-072  | Westfälische Tieflandsbucht                          | Hamm                       |                            | Position | 16,7             | 1998                |
| Latrop                |                | 05-056  | Bergisches Land, Sauerland                           | Hochsauerlandkreis         |                            | Position | 12,9             | 1986                |
| Lindenberger Wald I   |                | 05-052  | Kölner Bucht und Niederrheinisches Tiefland          | Kreis Düren                |                            | Position | 7,2              | 1983                |
| Lindenberger Wald II  |                | 05-053  | Kölner Bucht und Niederrheinisches Tiefland          | Kreis Düren                |                            | Position | 12,3             | 1983                |
| Littard               |                | 05-011  | Kölner Bucht und Niederrheinisches Tiefland          | Kreis Kleve                |                            | Position | 24,4             | 1982                |
| Meersiepenkopf        | weitere Bilder | 05-016  | Bergisches Land                                      | Wuppertal                  |                            | Position | 12,9             | 1982                |
| Nammer Berg           |                | 05-026  | Unteres Weserbergland und Oberes Weser-Leinebergland | Kreis Minden-Lübbecke      |                            | Position | 17,2             | 1984                |
| Netphener Hauberg     |                | 05-050  | Bergisches Land, Sauerland                           | Kreis Siegen-Wittgenstein  |                            | Position | 23,7             | 1986                |
| Niederkamp            |                | 05-043  | Kölner Bucht und Niederrheinisches Tiefland          | Kreis Wesel                |                            | Position | 8,2              | 1982                |
| Nonnenstromberg       |                | 05-060  | Mittelrheingebiet mit Siebengebirge                  | Rhein-Sieg-Kreis           |                            | Position | 15,2             | 1965                |
| Obere Schüttshöhe     |                | 05-040  | Unteres Weserbergland und Oberes Weser-Leinebergland | Kreis Paderborn            |                            | Position | 18,5             | 1984                |
| Oberm Jägerkreuz      |                | 05-007  | Mittelrheingebiet mit Siebengebirge                  | Bonn                       |                            | Position | 19,4             | 1983                |
| Ochsenberg            |                | 05-061  | Unteres Weserbergland und Oberes Weser-Leinebergland | Kreis Paderborn            |                            | Position | 18,6             | 1990                |
| Ostenberg             |                | 05-035  | Dümmer Geestniederung und Ems-Hunte-Geest            | Kreis Minden-Lübbecke      |                            | Position | 13,7             | 1984                |
| Petersberg            |                | 05-057  | Mittelrheingebiet mit Siebengebirge                  | Rhein-Sieg-Kreis           |                            | Position | 16,2             | 1965                |
| Probstforst           |                | 05-054  | Kölner Bucht und Niederrheinisches Tiefland          | Bonn                       |                            | Position | 36,3             | 1984                |
| Puhlbruch             |                | 05-038  | Bergisches Land, Sauerland                           | Oberbergischer Kreis       |                            | Position | 16,6             | 1983                |
| Rehsol                |                | 05-013  | Kölner Bucht und Niederrheinisches Tiefland          | Kreis Kleve                |                            | Position | 27,9             | 1982                |
| Rosenberg             | weitere Bilder | 05-070  | Unteres Weserbergland und Oberes Weser-Leinebergland | Kreis Paderborn            |                            | Position | 35,4             | 1998                |
| Rüsper Wald           |                | 05-073  | Bergisches Land, Sauerland                           | Kreis Olpe                 |                            | Position | 61,4             | 2000                |
| Sandkaul              |                | 05-006  | Eifel und Vennvorland                                | Kreis Euskirchen           |                            | Position | 4,6              | 1983                |
| Schäferheld           |                | 05-003  | Eifel und Vennvorland                                | Kreis Euskirchen           |                            | Position | 23,3             | 1983                |
| Schiefe Wand          |                | 05-023  | Bergisches Land, Sauerland                           | Hochsauerlandkreis         |                            | Position | 77,1             | 1984                |
| Schorn                |                | 05-039  | Westfälische Tieflandsbucht                          | Kreis Paderborn            |                            | Position | 17,3             | 1984                |
| Schwalmtal            |                | 05-048  | Kölner Bucht und Niederrheinisches Tiefland          | Kreis Viersen              |                            | Position | 7,8              | 1982                |
| Steinsieperhöh        | weitere Bilder | 05-015  | Bergisches Land                                      | Wuppertal                  |                            | Position | 5,3              | 1982                |
| Süstertal             |                | 05-034  | Unteres Weserbergland und Oberes Weser-Leinebergland | Kreis Höxter               |                            | Position | 12,9             | 1984                |
| Teppes Viertel        | weitere Bilder | 05-024  | Westfälische Tieflandsbucht                          | Münster                    |                            | Position | 6,3              | 1984                |
| Überanger Mark        |                | 05-058  | Kölner Bucht und Niederrheinisches Tiefland          | Düsseldorf                 |                            | Position | 14,1             | 1989                |
| Untere Kellberg       | weitere Bilder | 05-030  | Unteres Weserbergland und Oberes Weser-Leinebergland | Kreis Paderborn            |                            | Position | 12,6             | 1984                |
| Unterm Rosenberg      |                | 05-019  |                                                      | Kreis Olpe                 |                            | Position | 14,7             | 1984                |
| Vinnenberg            |                | 05-049  | Westfälische Tieflandsbucht                          | Kreis Warendorf            |                            | Position | 1,4              | 1984                |
| Wartenhorster Sundern |                | 05-025  | Westfälische Tieflandsbucht                          | Kreis Warendorf            |                            | Position | 9,8              | 1984                |
| Wiegelskammer         |                | 05-004  | Eifel und Vennvorland                                | Kreis Düren                |                            | Position | 13,9             | 1983                |
| Winkel'scher Busch    |                | 05-062  | Kölner Bucht und Niederrheinisches Tiefland          | Kreis Wesel                |                            | Position | 3,3              | 1989                |
| Worringer Bruch       |                | 05-042  | Kölner Bucht und Niederrheinisches Tiefland          | Köln                       |                            | Position | 18,8             | 1983                |